# مارسیال رابین
مارسیال رابین (انگلیسی: Martial Robin؛ زادهٔ ۲۷ اوت ۱۹۷۷) بازیکن فوتبال اهل فرانسه است.
از باشگاه‌هایی که در آن بازی کرده‌است می‌توان به باشگاه فوتبال المپیک مارسی و باشگاه فوتبال آژاکسیو اشاره کرد.